# Lou Singletary Bedford
Lou Singletary Bedford (Feliciana, Kentucky, 7 de abril de 1837-1907) fue una escritora, poeta, y editora estadounidense.

## Biografía
Su familia era destacada por ambas partes. Su padre, Luther Singletary, descendía de ingleses. Era profesor y decidió que su hija se formase en la escuela en la que él impartía clases. Lou tan solo mostraba interés por la lectura, la escritura y la gramática; su ambición le permitió, aun así, mantenerse siempre a la cabeza de su clase.
Tras completar sus estudios, ejerció de profesora durante un año o dos. En 1857 se casó con John Joseph Bedford, amigo de la infancia. Tuvieron seis hijos juntos, aunque dos fallecieron jóvenes.
La obra literaria de Singletary guardó siempre relación con Texas, su casa adoptiva. Publicó sus primeros poemas a los 16 años bajo seudónimo y siguió escribiendo hasta que contrajo matrimonio; cuando esto sucedió, permaneció quince años sin verter tinta sobre el papel.
Tras este periodo de silencio literario, publicó dos volúmenes en verso: A Vision, and Other Poem y Gathered Leaves. Escribió, asimismo, para varias publicaciones; llegó a ser conocida en varios círculos de los estados sureños.
Se asentó en El Paso, Texas, donde ejerció de editora de las secciones literaria y sociedad del Sunday Morning Tribune.

## Atribución
- Este artículo contiene texto traducido desde una publicación que se encuentra ahora en dominio público: Willard, Frances Elizabeth; Livermore, Mary Ashton Rice (1897). American Women: Fifteen Hundred Biographies with Over 1,400 Portraits : a Comprehensive Encyclopedia of the Lives and Achievements of American Women During the Nineteenth Century. Mast, Crowell & Kirkpatrick.

- Datos: Q55807271
- Multimedia: Lou Singletary Bedford / Q55807271